# James Graham, 1:e markis av Montrose
James Graham, 5:e earl och 1:e markis av Montrose, född den 25 oktober 1612, död den 21 maj 1650, var en skotsk militär. Han var sonson till John Graham, 3:e earl av Montrose och farfars far till James Graham, 1:e hertig av Montrose.

## Biografi
Graham fick genom universitetsstudier och utländska resor en omsorgsfull uppfostran. Vid hemkomsten 1636 mottogs han dock kyligt av Karl I och Graham anslöt sig 1637 till den nationellt presbyterianska "Covenant"-rörelsen, även om han personligen var obenägen för de maktlystna presbyterianske prästernas politiska makt. Han motsatte sig earlen av Argylls ärelystna planer liksom kungagunstlingen Hamiltons maktmissbruk. 
Det var Graham, som i juli 1640 ledde skottarnas infall i England. Under detta fälttåg kom han emellertid i allt större fiendskap till Argyll och närmade sig det kungliga partiet med följd, att han på skotska parlamentets befallning fängslades i juni 1641. Han frigavs i november samma år och försökte då få Karl att stödja sin plan att åstadkomma en rojalistisk resning i högländerna, men fick länge stå tillbaka för Hamilton, som i skotska frågor var den kungen lyssnade på. Först våren 1644 började Karl lyssna till hans råd och utnämnde Graham till markis av Montrose och kunglig generallöjtnant i Skottland. 
Graham samlade nu de sedan gammalt fientliga höglandsklanerna mot Argyll samt besegrade den presbyterianska armén i en rad mindre drabbningar, till exempel vid Tippermuir den 1 september 1644 och Inverlochy den 2 februari 1645. Han vann sin mest betydande seger vid Kilsyth den 15 augusti 1645. Han utnämndes nu av Karl till lordlöjtnant och generalkapten av Skottland och sammankallade i Glasgow ett kungligt sinnat motparlament, men det lyckades inte att få högländarna med på ett fälttåg i lågländerna och nedåt England, och redan 13 september blev han i grund slagen av David Leslie vid Philiphaugh, samt tvingades efter en tids gerillakrig fly ur landet, då den i presbyterianernas läger fångne kungen befallt honom lägga ner vapnen 1646. 
Graham lyckades fly till Bergen i Norge i augusti, vistades våren 1647 i Paris, blev 1648 av Ferdinand III utnämnd till kejserlig fältmarskalk och erbjöd 1649 efter underrättelsen om Karl I:s avrättning sina tjänster åt Karl II. Med ekonomiskt understöd från Danmark och Sverige värvade han en liten kår, som från Göteborg på holländska fartyg överfördes till Orkneyöarna och i april 1650 landsteg i Skottland. Den blev emellertid redan 27 april överrumplad och uppriven av Leslie vid Invercarren, Graham tillfångatogs under flykten, dömdes till döden av parlamentet den 20 maj och avrättades dagen därpå genom hängning.
Grahams politiska idéer om en författningsenlig nationell styrelsemakt saknade erforderligt stöd i hans samtid, och trots sin taktiska och strategiska skicklighet misslyckades han som fältherre till följd av omöjligheten att under större företag sammanhålla en halvvild och oavlönad höglandsarmé. Hans ridderliga självuppoffring för huset Stuarts sak har gjort honom till en skotsk nationalhjälte. Grahams i kraftig stil hållna politiska dikter är tryckta som bilaga till Mark Napiers Memorials av Montrose (1856). Hans huskaplan, George Wishart, skrev på latin en levnadsskildring över Graham, vilken gavs ut 1647 (engelsk översättning först 1893).